# Елена Рьорих
Елена Ивановна Рьорих (родена Шапошникова) (на руски: Елéна Ивáновна Рéрих; 12 февруари 1879 г. – 5 октомври 1955 г.) е известен руски философ, писател и общественик. През първите години на 20 век тя създава в сътрудничество с Учителите на Изтока философското учение Живата Етика („Агни Йога“). Тя е организатор и участник в културната и просветителска дейност в САЩ, провеждана под ръководството на нейния съпруг Николай Рьорих. Заедно със съпруга си тя участва в експедиции до трудно-достъпни и оскъдно изследвани райони от Централна Азия (1924 – 1928). Тя е почетен президент-основател на Хималайския институт за научни изследвания „Урусвати“ в Индия и съавтор на идеята за Договор за охрана на художествените и научни учреждения и исторически паметници (Пакта Рьорих). Тя превежда две глави от „Тайната доктрина“ на Е. П. Блаватска, а също така и избрани Писма на Махатмите („Чашата на Изтока“) от английски на руски. Съпруга на художника Николай Рьорих, майка на ориенталиста Юрий Рьорих и художника Светослав Рьорих.

## Живот и дейност
Елена Рьорих е родена на 12 февруари 1879 в Санкт-Петербург, Русия, в семейството на архитекта и академика Иван Иванович Шапошников и неговата съпруга Екатерина Василиевна. По майчина линия Елена Ивановна е далечна роднина на известния руски композитор Модест Мусоргски и на големия руски пълководец фелдмаршал Михаил Кутузов.
От най-ранна възраст Елена проявява необикновени способности, на седем години вече може да чете и пише на три езика. През детството ѝ любима нейна книга е Библията. По този повод в своя автобиографичен очерк „Сънища и видения“, поместен в книгата „На прага на Новия Свят“, издание на МЦР, Москва, 2000 г., Елена Рьорих пише: „Първата и най-голяма радост бяха двата тома на Библията с илюстрации на Густав Доре. Тези книги бяха толкова големи, че момиченцето не можеше да ги повдигне. Затова тя можеше да им се любува само тогава, когато някой от възрастните ѝ ги даваше. И тъй като книгите бяха скъпи, с неохота ѝ разрешаваха да ги ползва. Тези книги дълги години бяха за нея източник на истинска радост. И когато поотраснала, вече сама, тайничко е вземала от кабинета на своя баща дебелия том, цялата прегъвайки се под неговата тежест, носела го е в стаята си, където с примряло сърце е можела отново да съзерцава любимия облик на Христос, и да страда с неговите страдания“. През юношеството Елена сериозно се интересува от литература и източна философия. Книгите на Рамакришна, Вивекананда и Тагор са сред любимите ѝ. Завършва Мариинската гимназия и получава музикално образование. Виртуозно свири на пиано и специалистите и предсказват блестяща кариера на пианистка.
През 1899 в имението Бологое на своята леля княгиня Е.В. Путятина Елена Шапошникова за първи път се среща с младия художник Н.К. Рьорих, който през 1901 става неин съпруг. Те стават не само съпрузи, но и съмишленици. Общите възгледи, духовната близост, дълбоките взаимни чувства правят този съюз необичайно здрав. Целият им живот е изпълнен с общи стремежи, идеали и съвместен труд и творчество. Няма област от живота на великия художник, учен мислител и общественик Николай Рьорих, в която Елена Рьорих да не взема участие. Тя е вдъхновяващото начало в семейство Рьорих. Много от картините на художника са създадени по неин замисъл или въз основа на нейни видения. На нея художникът посвещава своите книги. Н. К. Рьорих е наричал Елена Рьорих в своите произведения „Водещата“, „Лада“ и „Другиня“ (древна руска дума с корен „друг“ – приятел). Синовете им свидетелстват: „Сътрудничеството на Николай Константинович и Елена Рьорих беше рядка комбинация от пълнозвучно звучене на всички планове. Допълвайки се един друг, те сякаш се сливаха в изключително богата хармония с интелектуален и духовен израз“ . Самият Николай Константинович пише: „Творихме заедно, и неслучайно е казано, че произведенията трябва да носят две имена – мъжко и женско“. Заедно с това, тя е била човек с удивителна скромност. Влизайки в живота на знаменития художник, тя винаги е предпочитала да остава в сянка. Макар и автор на няколко философски произведения, тя е предпочитала да ги публикува под псевдоним. „<…> позволете ми да сляза от пиедестала, издигнат от Вашето прекрасно, любящо сърце <…> Аз обичам простотата във всичко и всякаква надутост и тържественост са ми органично чужди. Не обичам да уча, а само да предавам знания“, пише тя в писмо до свой приятел.
През периода от 1902 до 1904 съпровожда Н. К. Рьорих в археологическите му експедиции, които включват около 40 града на Русия.
През август 1902 в семейство Рьорих се ражда техният син Юри Рьорих, бъдещ учен ориенталист от световна величина, а през октомври 1904 – Святослав Рьорих, бъдещ художник, мислител и обществен деец. За формирането им като личности огромна роля изиграват принципите, които Елена Рьорих следва при възпитанието на совите синове, самата тя пише в свое писмо от 27.06.1935: „Вие ме питате за методите на възпитание, които са дали такива прекрасни резултати по примера на моите синове. Те бяха много прости. И основно се състояха в това, че от ранно детство, почти от люлката, им се внушаваше любов към природата, към книгата и към изкуството. Правилният избор на книги и на наставници им даде прекрасна основа и помогна много от рано да се открият техните склонности и дарби. Така уважението към знанието и труда, художествената, културната обстановка, дисциплината, полагането на първите основи на един нравствен характер в разбирането на изпълнението на дълга, и главното, примерът на техния велик баща им даде възможността сравнително рано да започнат да проявяват своя голям вроден потенциал. Освен яркия талант и даже майсторство в няколко области, те носят в своя дух голям синтез, който именно ѝ дава основата на нравствеността и мъдростта на любовта към Родината. Така, без лъжлива скромност, мога да кажа, че аз справедливо се гордея със своите синове.“ За децата е безкрайно интересен и приятелският кръг на техните родители, гости в техния дом в Петербург са били Александър Блок, Леонид Андреев, Михаил Врубел, Валентин Серов, Сергей Дягилев, Игор Стравински и други.
Елена Ивановна е била сърцето, наставникът и главната опора в семейство Рьорих. Николай Константинович, Юрий Николаевич и Светослав Николаевич Рьорих много високо са ценили ролята на Елена Ивановна като вдъхновителка за нови достижения. В своите спомени С. Н. Рьорих отбелязва: „За нас и за всички, които влизахме в близко съприкосновение с нея, това духовно общуване беше като живо утвърждаване на висшите истини на предвечната правда. Нейният живот гореше като истински светилник, утвърждавайки със своя пример съществуването на един прекрасен свят, осъзнаването на който ще поведе човечеството към нови достижения, към нови открития.“
През 1916 Елена Ивановна и нейното семейство са във Финландия, поради заболяване на нейния съпруг. През май 1918 Финландия, която дотогава е част от Руската империя затваря границата си с Русия и семейството се оказва отрязано от родината си. През 1919 заминават за Англия. На 24 март 1920 в Лондон Елена Рьорих започва да записва първите редове от философско-нравственото учение „Жива Етика“ или „Агни Йога“, работата върху което ще продължи няколко десетилетия. Книгите на „Жива Етика“ Елена Рьорих създава в тясно сътрудничество с група философи, предпочели да останат анонимни, които според духовната традиция на Индия е прието да се наричат Махатми, Велики Души, Риши, Учители. Акад. Людмила Шапошникова пише: „Появата на бял свят на „Живата Етика“ неслучайно съвпада с така наречения научен взрив, когато са се преразглеждали обичайните догми, появявали са се нови направления, които изследват сякаш невъзможното и се е сформирал нов модел на мирозданието и неговите механизми. Възникналите направления са изисквали и нов подход към научните изследвания – цялостен. На друго равнище е започнало осмислянето на Великото единство на Човека, Планетата, Вселената. Зараждало се е Космическото съзнание, а заедно с него и стремежът да се излезе извън пределите на Планетата и да се свържем с „братята по разум“.
Но малцина са тези, които са знаели, че духовната традиция на Изтока, особено Индия, в своите дълбини вече е таила отдавна тези „братя по разум“, които са представлявали одухотворен, още неизвестен на науката Космос. Духовните Учители, или както самите те се наричат – По-големите братя на човечеството, са били създателите заедно с Елена Ивановна Рьорих на книгите „Жива Етика“, или „Агни Йога“. В Индия Учителите са ги наричали Махатми, или Велики души. Махатмите са били като че ли същности от друг свят. Техните качества и възможности са се отличавали от нашите, техният начин на живот малко е приличал на живота на обикновените обитатели на планетата. Те са носили странни имена, които повечето напомняли на псевдоними. Те са си имали свои убежища, своя тайна история. Те са преминавали през вековете на земното време, постигайки техния смисъл по съвсем друг начин, отколкото ние. Думите на „По-големите братя на човечеството“ са звучели в книгите „Жива Етика“ примамливо и фантастично и с нещо са напомняли на романите на Иван Ефремов. Много години след това научих, че Ефремов е използвал книгите „Жива Етика“, когато е писал своите. Може би поради това неговата фантастика се оказва толкова привлекателна и уникална.
Великите души, може да се твърди, се намират на по-високо стъпало на космическата еволюция. Зад тях е стоял огромният опит на натрупана култура и дух. Те са били безкрайно мъдри, общували са си помежду си на особен, неизвестен за нас език, говорили са кратко и поетично. Техните фрази са приличали на афоризми, а понякога са звучели като стихове.
Именно те, Махатмите, представляват онзи Източник, за който пише Елена Рьорих в своите писма до Рузвелт. И знанието, което се съдържа в книгите „Жива Етика“, е било оттам.“
През есента на 1920 Елена Рьорих заедно със своето семейство се озовава в Америка. Тук тя, заедно с Николай Рьорих и малка група сподвижници учредява редица обществени културни учреждения: Музеят „Николай Рьорих“ в Ню Йорк, Майсторският Институт на Обединените Изкуства, Международният художествен център „Corona Mundi“ и др. Тези културни центрове придобиват международно значение и развиват мащабна културна и просветна дейност. Под тяхно ръководство се създават многобройни сдружения, творчески клубове и образователни институции.
На 2 декември 1923 Елена Рьорих заедно със своя съпруг и по-голям син пристигат в Индия, което е отдавнашна мечта за цялото семейство. През 1923 – 1928 Елена Рьорих взема участие в уникалната научно-художествена Централно-Азиатска експедиция, организирана от Николай Рьорих, финансирана от Музея „Николай Рьорих“ в Ню Йорк, която преминава по малко изследваните и трудно достъпни пътища на Централна Азия. Експедицията, която се движи под американски флаг тръгва от Сиким, след това преминава през Кашмир, Ладак и китайски Синцзян, като в района на Тян-Шан преминават граница на СССР. На 13 юни 1926 Елена Рьорих, Николай Рьорих и Юрий Рьорих се озовават в Москва, където са приети от народните комисари на външните работи и просвещението на СССР Г.В.Чичерин и А.В.Луначарски. Те предават три Дара: писмо от Учителите до руския народ, ковчеже с пръст от Хималаите и ръкопис на книгата „Община“, съставена от извадки от дневник, който Елена Рьорих води по време на експедицията. Намеренията на семейство Рьорих са тази книга – дар от хималайските Учители, да се публикува в Русия. Но даровете остават неразбрани, както и предупрежденията срещу насилственото изграждане на комунизма и насилствената колективизация. След Москва експедицията продължава своя път и стига до Алтай. В началото на септември 1926 изследванията в Алтай и Бурятия са завършени и семейство Рьорих се отправя към Монголия. Тук започва интензивната подготовка за прехода през Тибетското плато, този път от север на юг, към Индия. От Монголия експедицията се насочва към Тибет и се стреми да достигне до Лхаса, но е спряна на платото Чантанг преди Нагчу. Експедицията е арестувана от тибетска военна част и задържана около шест месеца на високопланинското плато Чантанг в Тибет в края на 1927 година. Това става, въпреки че преди това лично Далай Лама XIII дава обещание експедицията да бъде допусната до Лхаса и да прекара там известно време. По-късно се установява, че причина за ареста на експедицията е в английското разузнаване. Въпреки това тежко изпитание за експедицията, принудена да зимува в летни палатки на високопланинското плато в Тибет и да прекара там близо половин година, както и големите загуби, които претърпява, след освобождаването ѝ тя успешно се завръща в Индия. Елена Рьорих споделя заедно с участниците в експедицията всички опасности и трудности. Николай Рьорих пише: „Заедно с нас Елена Ивановна пропътува на кон през цяла Азия, замръзваше и гладуваше в Тибет, но винаги първа даваше пример за бодрост на целия керван. И колкото по-голяма беше опасността, толкова по-бодра, изпълнена с готовност и радостна беше тя. Пулсът ѝ беше 140, и все пак тя се опитваше лично да участва и в устройването на кервана, и в уреждането на всички грижи по пътя. Никой никога не е виждал у нея упадък на духа или отчаяние, а за това имаше немалко поводи от най-различен характер“.
През 1928 година след завършването на експедицията семейство Рьорих се установява в долината Кулу в Западните Хималаи, където създават Института за Хималайски изследвания „Урусвати“ – „Утринна Звезда“. Елена Рьорих е избрана за негов почетен вицепрезидент. В своята статия „Великата дъщеря на Русия“ акад. Людмила Шапошникова пише: „Изкусен познавач на изкуствата, уникален философ, тя много лесно се ориентира в научните проблеми, с които се занимава Института, и често ги направлява с мъдростта на добре подготвен учен. Нейната мисъл винаги е била устремена към бъдещето, и тя е мечтаела за това, някой ден в долината да израсне Град на Знанието, който с течение на времето да се превърне в международен център на научното сътрудничество“. В долината Кулу Елена Рьорих се съсредоточава в работата си над Живата Етика, и води оживена кореспонденция със сътрудниците на културните учреждения, създадени от семейство Рьорих както в Америка, така и в Европа, както и с кореспонденти от цял свят, които се интересуват от мястото и ролята на човека в мирозданието, на които разяснява редица текстове, съдържащи се в Живата Етика. Тази дейност от живота на Елена Рьорих продължава до края на дните ѝ. Епистоларното творчество на Елена Рьорих заема важна част от оставеното от нея културно и философско наследство и се съхранява в основания от Святослав Рьорих Международен център-музей „Рьорих“ в Москва през 1989. През 1990 С. Н. Рьорих предава на основания от него център огромното по обем наследство на своите родители, което включва картини, документи, ръкописи, книги, семейни реликви и научни колекции.
Елена Рьорих взема дейно участие в реализацията на идеята на Николай Рьорих за създаването на международен договор за опазването на културните ценности както в мирно време, така и по време на война. Тя води оживена кореспонденция, в която разяснява и утвърждава значението на инициирания от Николай Рьорих мирен договор, останал в историята с наименованието Пакт Рьорих и пакт на Знамето на Мира. По тези въпроси тя си кореспондира с ръководителя на Европейския център към Музея „Николай Рьорих“ в Париж, специалиста по международно право Георгий Гаврилович Шклявер, с Постоянния Комитет за Пакта Рьорих и Знамето на Мира в Ню Йорк, с Латвийското сдружение „Рьорих“, както и с много други политици и културни дейци от Европа и Америка, които подкрепят и се включват в широко разгърнатото международно културно движение „Знаме на Мира“, инициирано и оглавено от Николай Рьорих в първата половина на ХХ век. Отличителен знак на мирния договор е предложеното от Николай Рьорих Знаме на Мира. То се основава на познатия на човечеството от най-дълбока древност знак на Триединството и представлява три съединени амарантови (червени) сфери на бял фон, обединени в кръг. Елена Рьорих мечтае да се създаде Лига на Културата, която да обединява най-добрите представители на науката, изкуството и образованието, която да осъществява своята дейност под Знамето на Мира. Тя утвърждава издигането на Знамето като „полагането на ново стъпало в съзнанието на човечеството; съзнание, което ще се възпитава в огромното значение и в свещената неприкосновеност на произведенията на човешкия гений за еволюцията на целия Свят“. „Именно, мнозина, по вярно е да се каже, множества, не си дават сметка за неотложността не само на приемането, но и за издигането на Знамето на Мира за внедряване в съзнанието народа и на бъдещите поколения на огромното значение на опазването на Съкровищата на Културата за цялата световна еволюция. Без опазването на достиженията на Културата човечеството ще се върне към варварството в най-лошия му вид, защото ще притежава всички разрушителни средства при пълно умъртвяване и паралич на висшите центрове, които ни дават висш живот и безсмъртие. Хората и досега не вярват в съществуването на живи мъртъвци, а между другото, те са множества“."…Знамето, прието от съзнанието на просветените умове, носи Висше Благо на човечеството. То носи краят на безумното разрушение и унищожаване на най-висшите ценности, носи и опазване на човешкия живот, който е толкова нужен не само на нашата планета, но и на всички други светове. Но кой мисли в такива мащаби? И все пак наближава времето, когато ще трябва да надзърнем не само извън пределите на нашето огнище и страна, но и извън пределите на нашата планета".
Елена Рьорих води в списанието „Окултизъм и Йога“, което започва да излиза в Белград през 1933 рубриката „Свободна трибуна“, като последната нейна статия там излиза през 1956. През 1940 в Рига излиза двутомникът „Писма на Елена Рьорих“, обхващащ периодът от 1929 до 1938 г., за чието издаване Елена Рьорих се съгласява, като самата тя осъществява подбора на писмата и редакцията на книгите.
След смъртта на Н. К. Рьорих на 13 декември 1947, в началото на 1948 Елена Рьорих напуска долината Кулу, за кратко посещава Делхи и Кхандала, след което се заселва заедно с по-големия си син Юрий Рьорих в курортното градче Калимпонг, разположено на склоновете на Източните Хималаи. Елена Рьорих многократно пише писма до Съветското посолство, както и до правителството с молба да и бъде разрешено да се завърне в Родината си. Получава откази. Въпреки това, до последния си ден продължава да пише и да вярва, че ще успее да се върне в Родината си, където да продължи да работи за „Най-добрата Страна“, както е наричала Русия. Елена Рьорих завършва земния си път на 5 октомври 1955 година.
Книгите „Жива Етика“ или „Агни Йога“ са създадени (но неподписани от нея) от Елена Рьорих в сътрудничество с група философи от Изтока, предпочели да останат анонимни, които според духовната традиция на Индия е прието да се наричат Махатми, Велики Души, Риши, Учители. Според акад. Шапошникова, „представлявайки философия на космическата реалност, Живата Етика съдържа в себе си уникална система на познанието, която се основава на общите и частни закони на Космоса, неразделна част от който е Земята и човечеството. Тази система на познанието на Живата Етика съответства на новото еволюционно стъпало на развитие на човечеството, когато на смяна на научното мислене идва космическото светоусещане. Наименованието на самата философия – Жива Етика – свързва човека и Космоса в единна одухотворена система“. Книгите на Живата Етика пак според акад. Л. В. Шапошникова „поставят на пръв план етичните проблеми като най-важно условие за по-нататъшната духовно-културна еволюция на човечеството и са обърнати, преди всичко, към земните, реални условия на живот на всеки човек. Тяхната поява пряко е била свързана с тези процеси, които стават в науката, културата и духовния живот през първата половина на ХХ век, в това число с така наречения „научен взрив“, който полага основите на новия цялостен подход към изучаването на заобикалящата ни реалност. Много изтъкнати умове от онова време (руските учени Владимир Вернадски, Александър Чижевски, Константин Циолковски, а също така философите-космисти Иван Илин, Павел Флоренски и Николай Бердяев) са утвърждавали, че съдбата на човечеството е неотделима от живота на Космоса и бъдещата епоха ще бъде епоха на сътрудничеството на човека с другите светове“.
Според редица учени и философи, сред които Людмила Шапошникова, Ерика Лазарова, Виктор Фролов, Лев Гиндилис, А.Иванов и др. Жива Етика е тип научно мислене, която разкрива пътя на космическото светоусещане и представлява философията на новото хилядолетие. В нея особено място заемат Законите на Космоса, като се разкрива връзката на човека и на Вселената с тези закони, особеностите на космическата еволюция на човечеството и се създава нова система за нейното познание. Според Жива Етика в основата на човешката еволюция се намира нравственото усъвършенстване на индивида, спазването на етичните норми, както и разбирането за основната роля на културата за развитие на човешкото общество.
Елена Рьорих успява да редактира и издаде приживе на руски език всички книги от серията „Жива Етика“, с изключение на „Надземното“, която е издадена посмъртно, съгласно нейната воля. Това са книгите „Зов“, „Озарение“, „Община“, „Агни Йога“, „Безпределност“ (в две части), „Йерархия“, „Сърце“, „Огнен Свят“ (в три части), „Аум“, „Братство“.
По време на Централно-азиатската научно-художествена експедиция през 1927 в Улан-Батор, Монголия, Елена Рьорих успява да публикува своя ръкопис „Основи на будизма“ под псевдонима Наталия Рокотова. Тази книга разглежда фундаментални философски понятия от учението на Буда, разкрива се дълбоката нравствена основа на това учение. Разглежда основни положения в учението на Буда, като въпросът за превъплъщението, законът заКармата, Нирвана.
„Криптограми на Изтока“ – издадена е през 1929 в Париж под псевдонима Ж. Сент-Илер. В тази книга са събрани апокрифи и притчи, които са събрани от Елена Рьорих по време на Централно-азиатската научно художествена експедиция и разкриват неизвестни страни от живота на Великите Учители на човечеството – Буда, Христос, Аполоний Тиански, Сергий Радонежки.
„Знамето на Преподобния Сергий Радонежки“ от 1934 е книга, съставена от Елена Рьорих. Тя включва неин очерк „Преподобният Сергий Радонежки“, написан под псевдонима Н. Яровская; откъс от словото на акад. Н.Рьорих при освещаването на параклиса на Св. Преп. Сергий, построен от Сибирския отдел на сдружението „Приятели на Музея Н. К. Рьорих“, в Радонега, Чураевка, щат Кънектикът, САЩ; речта на акад. Василий Ключевски „Благодатният възпитател на духа на руския народ“.
Есето „Трите ключа“ е ориентирано към младите хора и е посветено на сложния въпрос на избора на индивидуален жизнен път.
Философските ръкописи „Огненият опит“, „Сънища и видения“, „Космологически записки“, „Изучаване на качествата на човека“, както и откъси от дневника на Елена Рьорих са събрани в книгата на „На прага на Новия Свят“, издание на Международния център-музей „Рьорих“ в Москва през 1993. Книгата е преиздадена през 2000.
Елена Рьорих оставя огромно епистоларно наследство. Писмата на Елена Рьорих обхващат периода от 1919 до 1955. Писани са на руски, английски и френски език. Броят на нейните кореспонденти е над 140 души без да се броят тези, които още не са установени. Това са хора от цял свят с различно социално положение, възраст и професия. Сред кореспондентите на Е.Рьорих са Президентът на САЩ Франклин Рузвелт, министърът на земеделието на САЩ Хенри Уолъс, нейните американски сътрудници, сред които Зинаида Григориевна Лихтман (Фосдик) – директор на Музея „Николай Рьорих“ в Ню Йорк, членовете на Латвийското сдружение „Рьорих“ (Феликс Денисович Лукин]], Рихард Рудзитис, Александър Иванович Клизовски, Карл Иванович Стуре, Фьодор Антонович Буцен), секретаря на Европейския Център при Музея Н. Рьорих в Ню Йорк – Георгий Шклявер, редакторът на списанието „Окултизъм и Йога“ – Александър Асеев, председателката на Литовското сдружение „Рьорих“ Надежда Серафинина, членовете на Харбинската група за изучаване на Жива Етика – Борис Николаевич Абрамов, Нина Ивановна Абрамова, Екатерина Петровна Инге, а също и Валентина Леонидовна Дудко; Девика Рани Рьорих и много други. Отделно следва да се споменат нейните кореспонденти от България, сред които издателят на списание „Йога“ Виктор Михайлович Сеплевенко, който превежда първия том от „Жива Етика“ на български език, и Христофор Клопов. Според най-видните изследователи на творчеството на Елена Рьорих „Писмата“ представляват блестящ образец на нейното индивидуално творчество, в които тя разкрива своя удивителен дар на просветител и на прост и достъпен език обяснява на своите кореспонденти най-сложните въпроси на битието за ролята и мястото на човека в мирозданието, за закономерностите във взаимодействието на човека и космоса, особеностите на взаимовръзката на духа и материята, разкрива своето дълбоко познаване на древните философски учения, трудовете на източните и европейските мислители, разкрива широко и ясно разбиране на основите на битието. Поради това „Писмата“ представляват необходима и неразделна част от самата Жива Етика. На страниците на тези писма се разкрива историята на самия живот на семейство Рьорих, както и на сформирането на онова духовно-културно движение, което днес носи тяхното име. Понастоящем Международният център-музей „Рьорих“ е издал седем тома от това епистоларно наследство.

### Учение на Живата Етика
- Листа-от-Градината-на-Мория-Кн.1%3A-Зов_173820.html „Листа от градината на Мория I“ Архив на оригинала от 2016-01-19 в Wayback Machine.. Париж, 1924.
- Листа-от-градината-на-Мория-Кн.2%3A-Озарение_173833.html „Листа от градината на Мория II“ Архив на оригинала от 2016-01-19 в Wayback Machine.. Париж, 1925.
- Община_173822.html „Община“ Архив на оригинала от 2016-01-19 в Wayback Machine.. Урга (Улан-Батор), 1926. (преиздадена в нова версия в Рига, 1936.)
- Агни-Йога-1929_187055.html „Агни-Йога“ Архив на оригинала от 2016-01-19 в Wayback Machine.[11]. Париж, 1929.
- Безпределност-i-%281930%29_196818.html „Безпределност I“ Архив на оригинала от 2016-01-19 в Wayback Machine.. Париж, 1933.
- Безпределност-ii-%281930%29_196819.html „Безпределност II“ Архив на оригинала от 2016-01-19 в Wayback Machine.. Париж, 1934.
- „Йерархия“. Париж, 1931.
- „Сърце“. Париж, 1932.
- „Огнен свят I“. Париж, 1933.
- „Огнен свят II“. Рига, 1934.
- „Огнен свят III“. Рига, 1935.
- „АУМ“. Рига, 1936.
- „Братство“. Рига, 1937.
- „Надземното I“. 1937 – 1938. Ръкописът (вкл.II, III, IV част) има 955 параграфа, публикуван за първи път едва в началото на 90-те години.
- „Надземното II“
- „Надземното III“
- „Надземното IV“

## Основни трудове

### Издания, издадени приживе
Основни произведения (част от работата е публикувана под псевдоним):
- „Ханум Искандер. Чашата на Изтока. Писмата на Махатмите“. Алатас: Нью-Йорк – Париж – Рига – Харбин, 1925.
- „Основи на будизма“, Урга, 1926; Рига, 1940.
- „Криптограми на Изтока“ Париж, 1929.
- „Знамето на Преподобния Сергий Радонежки“ Алтаир: Рига, 1934.
- „Писма на Е.Рьорих. Том I“. Рига: Угунс, 1940
- „Писма на Е.Рьорих. Том II“. Рига: Угунс, 1940

### Издания, публикувани посмъртно
- „Трите ключа“.— Киев, 1997
- „Космическата еволюцията и нейната цел“. 1999
- „Писма на Елена Рьорих I 1919 – 1933“. 1999.
- „Писма на Елена Рьорих II 1934“. 2000
- „Писма на Елена Рьорих III 1935“. 2001
- „Писма на Елена Рьорих IV 1936“. 2002
- „Писма на Елена Рьорих V 1937“. 2003
- „Писма на Елена Рьорих VI 1938 – 1939“. 2006
- „Писма на Елена Рьорих VII 1940 – 1947“. 2007
- „Писма на Елена Рьорих VIII 1948 – 1950“. 2008
- „Писма на Елена Рьорих IX 1951 – 1955“. 2009
- „На прага на Новия Свят“. 2000.
- „Рьорих Е. И. Огонь Неопаляющий“. 2004.
- „Писма на Елена Рьорих 1929 – 1938 I том“. Рига: Угунс, 1940
- „Писма на Елена Рьорих 1929 – 1938 II том“

## Философско наследство

### Откъси от писма
- „Елена Рьорих за културата“[12]
- „Елена Рьорих за Знамето на мира“
- „Елена Рьорих за изкуството“
- „Елена Рьорих за науката“
- „Елена Рьорих за Космическата еволюция“
- „Елена Рьорих за психичната енергия“
- „Елена Рьорих за опасностите от медиумизма“
- „Елена Рьорих от Законите на Космоса“
- „Елена Рьорих за Живата Етика“
- „Елена Рьорих за съзнанието“
- „Елена Рьорих за Новата Епоха“
- „Елена Рьорих за подвига“
- „Елена Рьорих за Русия“
- „Елена Рьорих за сърцето“
- „Елена Рьорих за красотата“
- „Елена Рьорих за една жена“
- „Елена Рьорих за мисълта“

### Pъкописи
- Философските ръкописи „Огненият опит“,

„Сънища и видения“,
„Космологически записки“,
„Изучаване на качествата на човека“, както и откъси от дневника на Елена Рьорих са събрани в книгата на „„На прага на Новия Свят““, издание на Международния център-музей „Рьорих“ в Москва през 1993. Книгата е преиздадена през 2000.